# Vetenskapsåret 1918

## Händelser
- 1 januari – Marie Stopes bok om födelsekontroll, Married Love or Love in Marriage, publiceras i Storbritannien.[1]
- 23 februari – Arthur Scherbius ansöker om patent för en mekanisk chiffermaskin, Enigma.[2]

### Astronomi
- Okänt datum - Kiyotsugu Hirayama identifierar Hirayamafamiljerna av asteroider.
- Okänt datum - Harlow Shapley visar att en klotformig stjärnhop kan arrangeras i en rotationsellipsoid med galaxens centrum som centrum.
- Okänt datum - Max Wolf upptäcker stjärnan Wolf 359.

### Biologi
- 21 februari – Den sista kända individen av karolinaparakit dör på Cincinnati Zoo i Ohio, USA.[3]
- Okänt datum - Ronald Fisher publicerar The Correlation Between Relatives on the Supposition of Mendelian Inheritance.

## Pristagare
- Copleymedaljen: Hendrik Lorentz, nederländsk matematiker och fysiker.
- Darwinmedaljen: Henry Fairfield Osborn
- Nobelpriset: [4]
  - Fysik: Max Planck,  tysk fysiker.
  - Kemi: Fritz Haber, tysk kemist.
  - Fysiologi/medicin: Inget pris utdelades.
- Wollastonmedaljen: Charles Doolittle Walcott, amerikansk paleontolog [5]

## Födda
- 23 januari - Gertrude B. Elion, amerikansk biokemist och farmakolog.[6]
- 20 april - Kai Siegbahn, svensk fysiker och nobelpristagare.[7]
- 11 maj - Richard P Feynman, amerikansk fysiker.[8]
- 20 maj - Alexandra Illmer Forsythe, amerikansk datorforskare.[9] [10]
- 26 augusti - Katherine Johnson, afroamerikansk matematiker.[11]
- 18 september - Carl-Gustav Esseen, svensk matematiker.[12]

## Avlidna
- 7 september - Ludwig Sylow (född 1832), norsk matematiker.

### Fotnoter
1. ↑  ”www.goodreads.com”. https://www.goodreads.com/book/show/263156.Married_Love. Läst 28 december 2017.
2. ↑  ”www.cryptomuseum.com”. http://www.cryptomuseum.com/crypto/enigma/patents/index.htm. Läst 28 december 2017.
3. ↑  ”www.latimes.com”. http://www.latimes.com/la-op-rosen24feb24-story.html. Läst 28 december 2017.
4. ↑  ”Nobelpriset”. http://nobelprize.org/nobel_prizes/lists/all/index.html. Läst 10 april 2011.
5. ↑  ”Geological Society”. Arkiverad från originalet den 5 juni 2011. https://web.archive.org/web/20110605102217/http://www.geolsoc.org.uk/gsl/society/history/page750.html. Läst 13 april 2011.
6. ↑  ”www.nobelprize.org”. https://www.nobelprize.org/nobel_prizes/medicine/laureates/1988/elion-facts.html. Läst 28 december 2017.
7. ↑  ”sverigesradio.se”. http://sverigesradio.se/sida/artikel.aspx?programid=114&artikel=1518349. Läst 28 december 2017.
8. ↑  ”www.nobelprize.org”. https://www.nobelprize.org/nobel_prizes/physics/laureates/1965/feynman-bio.html. Läst 28 december 2017.
9. ↑  ”www.hiddenbehindhardware.com”. http://www.hiddenbehindhardware.com/thewomen.html. Läst 28 december 2017.
10. ↑  ”www.myheritage.se”. https://www.myheritage.se/names/alexandra_forsythe. Läst 28 december 2017.
11. ↑  ”www.nasa.gov”. https://www.nasa.gov/content/katherine-johnson-biography. Läst 28 december 2017.
12. ↑  ”runeberg.org”. https://runeberg.org/vemardet/1969/0274.htm. Läst 28 december 2017.